# Актау (гора, Казахстан)
Актау — гірська вершина в Заілійському Алатау. Вершина Актау альпійського типу. Висота 4690 м. Північні і східні схили вкриті кригою. З північного схилу видно Льодовик Крихітка, із східного —  льодовик Корженевського. Південний схил вершини урвистий, дуже почленований. Західний гребінь значно крутіший від східного, крутизна 40-50°.
Вершину підкорено альпіністами в 1983 році з півночі на схід під керівництвом Є. Плотнікова.

## Виноски
1. 1 2  Алма-Ата. Энциклопедия / Гл. ред. Козыбаев М. К. — Алма-Ата: Гл. ред. Казах. сов. энциклопедии, 1983. — С. 87. — 608 с.